# Шафран гарний
Шафра́н га́рний (Crocus speciosus) — багаторічна рослина родини півникових. Вид занесений до Червоної книги України в статусі «Вразливий». Поширена декоративна культура.

## Опис
Трав'яниста рослина заввишки 7–40 см. Осінній ефемероїд, геофіт. Бульбоцибулина куляста або ледь пласкувата, діаметром 2,5 см, зі шкірястою оболонкою, що розпадається на кільця; нерідко має при основі придаткові бульбочки. Стебло відсутнє. Листків 2–4 штуки. Вони лінійні, сягають 40 см завдовжки і 6–8 мм завширшки. Квітки 4–6 см завдовжки, лілові або блакитні, біля основи білі з малопомітною пурпуровою сіткою. Підвид Crocus speciosus xantholaimos має жовтий зів. Тичинки жовті з блідо-помаранчевими пиляками. Приймочка розсічена, помаранчева, значно довша за тичинки.

## Екологія

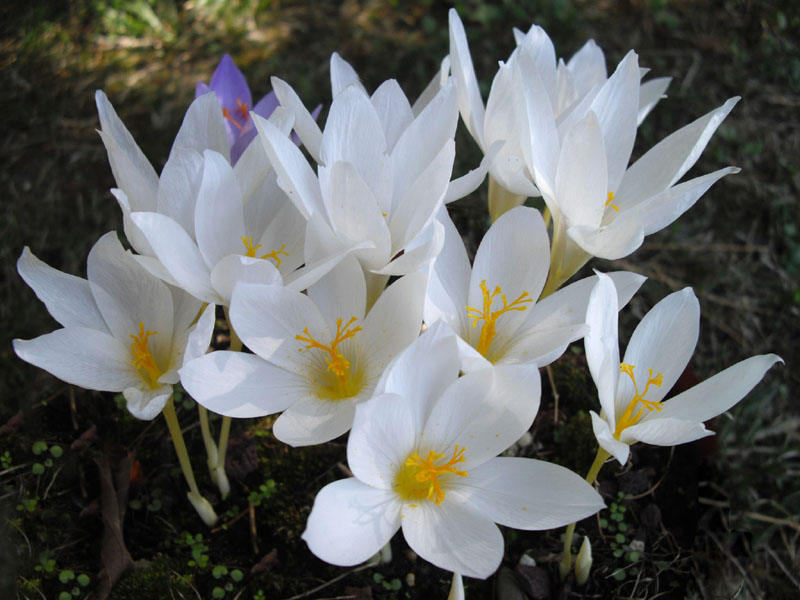
Сорт 'Albus'

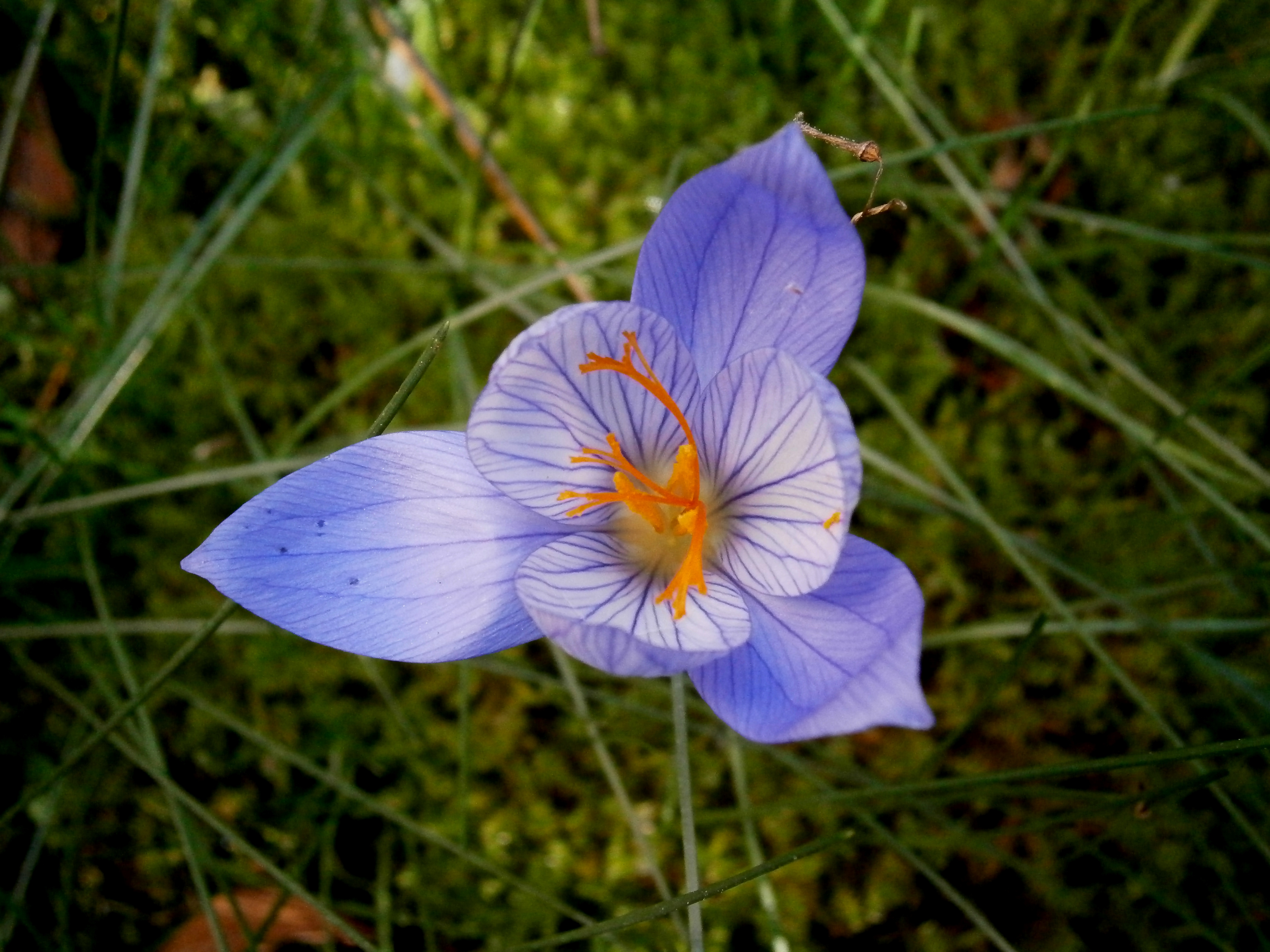
Сорт 'Artabir'

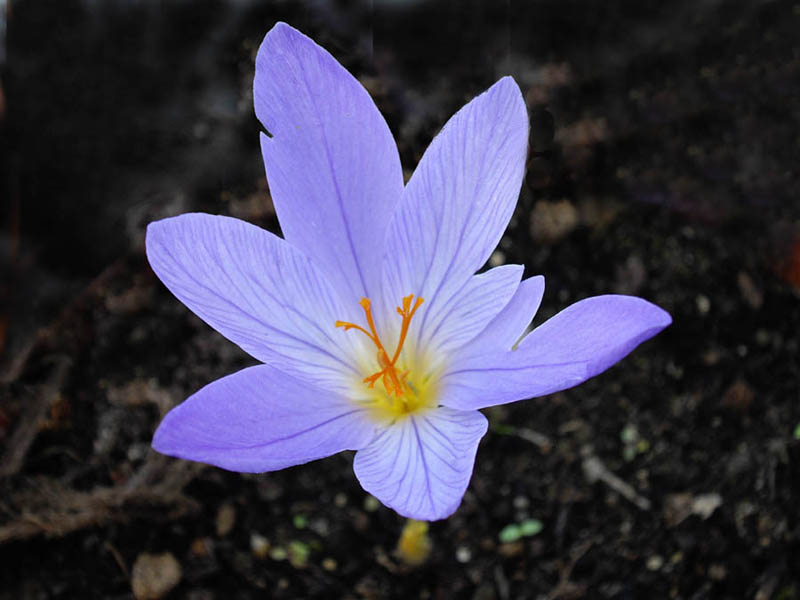
Сорт 'Cassiope'

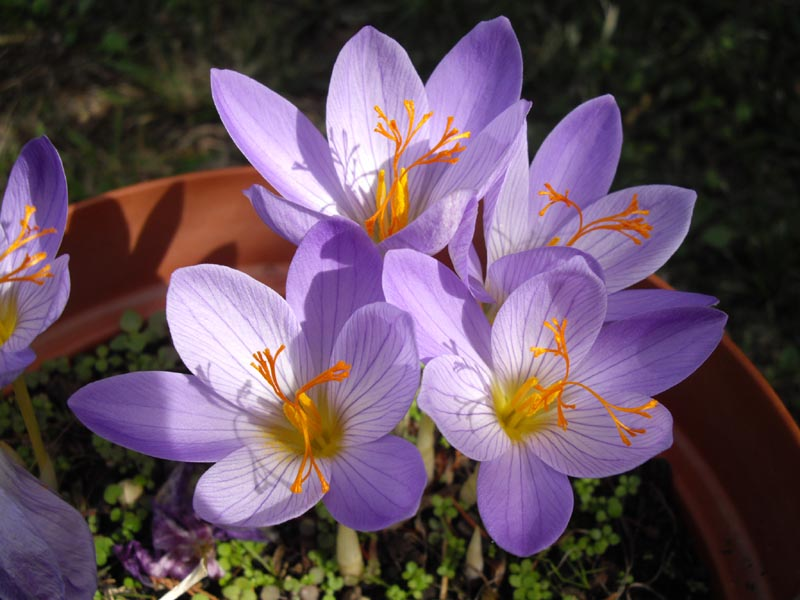
Сорт 'Conqueror'

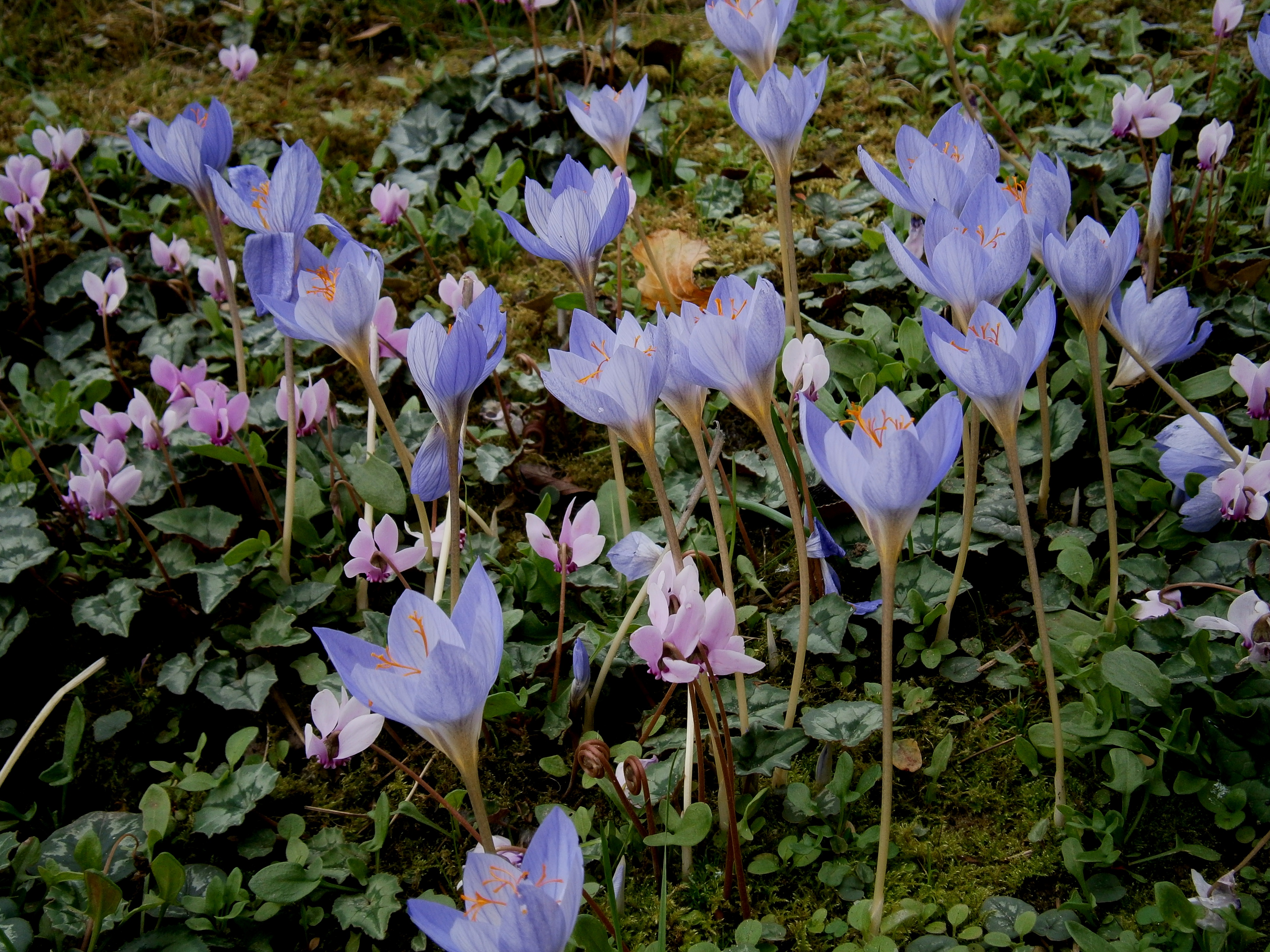
Шафран посівний на клумбі з цикламенами

Рослина світлолюбна, посухостійка, має широку екологічну амплітуду, проте поширена лише в тих місцевостях, де зима м'яка, а літо посушливе. Зростає на галявинах, узліссях, рідколіссях, серед чагарників, на кам'янистих і трав'янистих схилах, яйлах. Віддає перевагу піщаним, бідним або помірно родючим, добре дренованим ґрунтам.
Розмножується насінням і вегетативно бульбоцибулинами. Квітне у вересні-жовтні, інколи період цвітіння триває до листопада. Квітки розкриваються лише за ясної погоди, в дощ пуп'янки щільно закриті. Біологічний цикл залежить від температурного режиму місцевості: зазвичай листя починає розвиватися навесні наступного після цвітіння року, але за теплої погоди може з'явитися наприкінці цвітіння, тобто восени. Вперше зацвітає на 5 рік після проростання.
Бульбоцибулинами шафрану гарного живляться вивірки і миші.

## Поширення
Вид розповсюджений у північній і центральній частині Туреччини, на Кавказі, в Закавказзі, на півночі Ірану. Через Україну пролягає північна межа ареалу. В Криму осередки шафрану гарного знайдені на головному пасмі Кримських гір і Керченському півострові. Висотний діапазон становить 800—2800 метрів над рівнем моря.

## Статус виду
Стан українських популяцій задовільний, оскільки рослини добре розмножуються поділом бульбоцибулин, але в осередках мало генеративних особин, що свідчить про велике антропогенне навантаження. Вид зникає внаслідок нищівного збирання квітів, викопування бульбоцибулин, витоптування. Шафран гарний охороняється в Кримському та Ялтинському гірсько-лісовому заповідниках, на території пам'ятки природи «Каратау».

## Застосування
Шафран гарний — вельми популярний об'єкт квітникарства, відомий в культурі з початку XIX століття. Вид цінується за рясне цвітіння і привабливу форму квіток, що навіть відображене у назві цієї рослини. Його висаджують в альпінаріях, навколо чагарників, під деревами, на клумбах та газонах. Рослини цього виду сумісні з пізньоцвітами, цикламенами, іншими осінньоквітними шафранами. Відомі такі сорти:
- 'Aino' — виведений від рослин, знайдених в 1980-х роках на Ялтинській яйлі. Названий на честь литовського ботаніка Айно Пайвел. Від диких особин відрізняється більш яскравим забарвленням з добре помітно сіткою тоненьких смужок;
- 'Aitchisonii' — дуже великі квіти лавандового кольору;
- 'Albus' — білі квіти з жовтим центром;
- 'Artabir' — походить від кавказької форми. Квіти широко розкриті, синьо-бузкові, з загостреними пелюстками і темними смужками;
- 'Cassiope' — блакитні квіти з жовтим центром і добре помітними смужками;
- 'Conqueror' — квіти насичено-фіолетові;
- 'Oxinan' — квіти широко розкриті, фіолетово-сині, з загостреними пелюстками.

Також існує гібрид шафрану гарного з близьким видом Crocus pulchellus.

## Підвиди
- Crocus speciosus subsp. archibaldiorum
- Crocus speciosus subsp. bolensis
- Crocus speciosus subsp. elegans
- Crocus speciosus subsp. hellenicus
- Crocus speciosus subsp. ibrahimii
- Crocus speciosus subsp. ilgazensis B.Mathew
- Crocus speciosus subsp. sakariensis
- Crocus speciosus subsp. speciosus
- Crocus speciosus subsp. xantholaimos B.Mathew

## Синоніми
- Crocus multifidus Rochel ex Ledeb.
- Crocus nudiflorus Hohen.
- Crocus polyanthus Grossh.
- Crocus speciosus var. laxior Herb.
- Crocus speciosus var. transylvanicus Herb.
- Crocus tauricus Steven ex Nyman[1]